# Приходькова, Елизавета Константиновна
Елизавета Константиновна Приходькова (укр. Єлизавета Костянтинівна Приходькова; 1892—1975) — советский и украинский учёный в области физиологии, доктор медицинских наук (1939), профессор (1940), член-корреспондент АН УССР (1951). Заслуженный деятель науки Украинской ССР (1956).

## Биография
Родилась 19 августа 1892 года в Харькове.
С 1913 по 1918 год обучалась в Харьковском женском медицинском институте, который окончила с отличием. С 1918 по 1921 год на педагогической работе в этом институте на кафедре физиологии.
С 1921 года на научно-педагогической работе в работала в Харьковском государственном медицинском институте в качестве преподавателя, с 1935 года — профессора и с 1946 по 1966 год — заведующая кафедрой физиологии, одновременно с 1949 по 1956 год являлась заместителем директора этого института по научной работе.
С 1919 по 1949 год одновременно с педагогической занималась и научно-исследовательской работой в Украинском НИИ экспериментальной эндокринологии Академии наук Украинской ССР в качестве научного сотрудника и руководителя научно-исследовательской лаборатории физиологии.

### Научно-педагогическая деятельность и вклад в науку
Основная научно-педагогическая деятельность Е. К. Приходькова была связана с вопросами в области нормальной физиологии, занималась исследованиями роли инсулина в регуляции работы сердца, а так же роли норадреналина и адреналина в симпатической нервной системе и ацетилхолина в стимуляции секреции желез. Е. К. Приходькова являлась разработчиком экспериментальных моделей артериальной гипертензии. С 1955 года являлась членом первого редакционного состава «Физиологического журнала».
В 1939 году защитила докторскую диссертацию на соискание учёной степени доктор медицинских наук. В 1940 году ей было присвоено учёное звание профессор. В 1951 году она была избрана — член-корреспондентом АН УССР по Отделению физиологии. Е. К. Приходьковой было написано более ста научных трудов и монографий, под её руководством было выполнено более одиннадцать докторских и двадцать четыре кандидатских диссертаций. В 1956 году за вклад в научно-педагогическую работу Е. К. Приходьковой было присвоено почётное звание — Заслуженный деятель науки Украинской ССР.

## Основные труды
- Исследования по физиологии генитальных гормонов / Е. К. Приходькова. — Харьков : Научная мысль, 1926.
- Влияние лецитина на центральную нервную систему / Е. К. Приходькова, А. М. Воробьев. — Харьков : Науч. мысль, 1927.
- Органо-терапевтические очерки и органо-препараты института: (С прил. кардиограмм и врач. отзывов) / Составила д-р Е. К. Приходькова ; Укр. органо-терапевт. ин-т (в Харькове). — 3-е изд. — Харьков : Укр. органо-терапевт. ин-т, 1928. — 80 с.
- История Украинского органотерапевтического института / Е. К. Приходькова. — Харьков : Научная мысль, 1929[4]

## Награды, звания, премии
- Орден Ленина
- Орден Трудового Красного Знамени
- Заслуженный деятель науки Украинской ССР (1956)[1][2][3]